# Stanisław Maczek
Stanisław Maczek, né le 31 mars 1892 à Szczerzec et mort le 11 décembre 1994 à Edimbourg, est un général et héros polonais. Vétéran de la première Guerre mondiale, de la guerre polono-ukrainienne de 1918, de la guerre soviéto-polonaise de 1920, de la campagne de Pologne de 1939 et de bataille de France de 1940, il s'est illustré en tant que commandant de la 1re division blindée polonaise victorieuse aux combats de la Poche de Falaise-Chambois en 1944, puis en Belgique, aux Pays-Bas (libération de Bréda) et enfin, en Allemagne, où elle prend le port de Wilhelmshaven et reçoit la capitulation de la garnison entière.

## Biographie
Fils du juge Witold Maczek de Drohobycz et de Anna née Czerny, Stanisław Maczek est né  dans une petite bourgade près de Lwów, alors le grand centre culturel de cette partie de la Pologne annexée par l'Autriche. Sa famille est d'origine croate, et Maczek est le cousin du leader du parti paysan Vladko Maček.

### Engagement patriotique
Après avoir obtenu son baccalauréat à Drohobycz, il entame en 1910 des études de lettres à l'université de Lwów, d'où il sort diplômé en philosophie et en belles lettres polonaises en 1914. Il a parmi ses professeurs quelques-uns des plus grands philologues de l'époque, dont Wilhelm Bruchnalski, et Józef Kallenbach (en). Il assiste également à des conférences données par Kazimierz Twardowski. En 1911, il suit trois mois de cours d'officier de réserve, puis s'engage dans l'Association du tir, organisation paramilitaire commandée par Józef Pilsudski.

### Première Guerre mondiale
Lorsque la  Première Guerre mondiale éclate, Maczek est mobilisé dans l'armée autrichienne, où il complète son instruction d'officier de réserve à l'école du IIIe corps d'armée de Graz. Il est affecté aux chasseurs tyroliens. En 1915, son régiment est transféré sur le front italien où il reste jusqu'en 1918.
En 1916, le lieutenant Maczek est instructeur à l'école d'officiers attachée au XIVe corps d'armée, puis en octobre il retourne dans son régiment où il prend le commandement de la 8e compagnie qu'il mène aux combats le long de la rivière Isonzo. Blessé durant l'hiver 1917-1918, il passe trois mois de convalescence durant lesquels il obtient un diplôme universitaire. Il retourne au front à l'été 1918.

### Au service de la Pologne indépendante
À l'annonce de l'armistice le 11 novembre 1918, Maczek quitte son régiment et retourne dans la Pologne qui vient de recouvrir son indépendance. Si le jeune État voit son existence confirmée à la conférence de Versailles, ses frontières ne sont pas définies et ce sont les faits d'armes qui finiront par déterminer les contours de la jeune République de Pologne. Maczek rejoint l'Armée polonaise en formation, où il prend le commandement de la compagnie Krosno qui combat contre les forces de la République populaire d'Ukraine occidentale pour reconquérir la ville de Lwów. Les deux états se disputent cette région qui, avant les partages, appartenait à la Pologne. Faute d'un soutien suffisant et malgré de premières victoires, l'offensive polonaise tourne court et la guerre polono-ukrainienne s'enlise dans une guerre de tranchées jusqu'à la fin de l'hiver.
Au début de 1919, la compagnie de Maczek est versée au bataillon de Sanok et le lieutenant Maczek prend le commandement de l'ensemble. En avril 1919, utilisant la mobilité et le facteur surprise, il prend et assure la défense de Drohobycz, puis passe à l'attaque et poursuit l'ennemi, prenant Kalusz et le pont sur la rivière Lomnica. La route de Stanisławów est ouverte et durant les derniers combats de la guerre polono-ukrainienne, Maczek est promu capitaine.
Lors de l'invasion bolchevique de la Pologne en 1920, il combat la cavalerie rouge de Boudienny à Lwów, puis se distingue à Oserdów où il repousse une brigade de cavalerie bolchevique, lui infligeant de lourdes pertes. Après le traité de paix de Riga, en mars 1921, le capitaine Maczek est décoré de l'ordre de Virtuti Militari Ve classe et de la Croix de la Vaillance.
En 1922, il est promu major et affecté comme officier d'état-major au quartier général de la 5e division d'infanterie de Lwow. En 1923-1924, il suit le cours annuel de formation complémentaire de l'École de guerre de Paris sous la direction du colonel Faury. En 1924, il se rend à l'École d'état-major de Varsovie d'où il sort 5e de sa classe, et il est promu lieutenant-colonel. Il passe trois années à Lwow comme chef du Service de renseignement, à la recherche de renseignements sur les agissements de l'URSS dans les régions des frontières sud-est.  
De 1927 à 1929, il est adjoint au chef de corps du 76e régiment d'infanterie à Lida. De 1929 à 1935, il est chef de corps du 81e régiment d'infanterie à Grodno. En 1931, il est promu colonel.
En 1930, il épouse Zofia née Kurys.
En 1935, le colonel Maczek est nommé adjoint au commandant de la 7e division d'infanterie à Częstochowa. Il est décoré de la croix d'or du Mérite et de l'Ordre Polonia Restituta de 3e classe.
En automne 1938, Maczek est commandant de la première unité motorisée de l’armée polonaise, la 10e brigade de la cavalerie, au sein de l'armée " Cracovie " sous le commandement du général Antoni Szylling.

### Seconde Guerre mondiale

#### En Pologne
Lors de l'invasion allemande du 1er septembre 1939, la brigade de Maczek combat dans les Beskides puis sur la rivière San. Son unité tient tête au 23e corps blindé nazi et réussit à ralentir l’avancée allemande. Du 13 au 17 septembre 1939, elle assure la défense de Lwow, mais lorsque l'Armée rouge envahit le territoire polonais le 17 septembre 1939, le colonel Maczek reçoit l'ordre de quitter la Pologne.

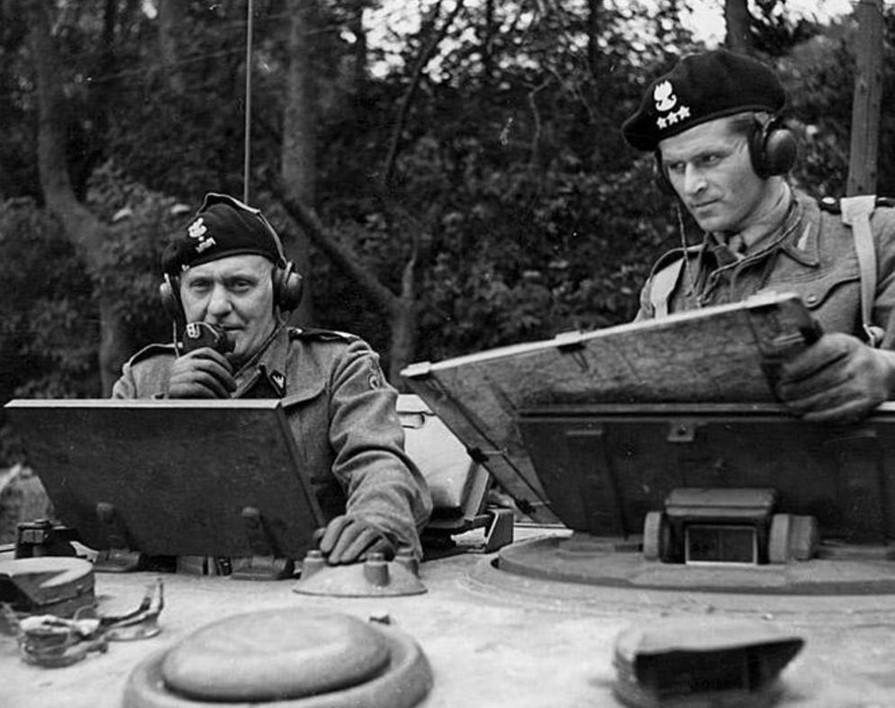
Général Maczek

#### En France
Dans la nuit du 18 au 19 septembre 1939, la brigade se regroupe et passe en Hongrie. Le colonel Maczek passe la frontière hongroise avec 1 500 hommes et tout le matériel, sans être vaincu par les Allemands. Il demande à ses soldats de rejoindre la France par petits groupes pour éviter d'être fait prisonniers. Ils gagnent la France où se reconstitue l'armée polonaise sous l'égide du général Sikorski, le commandant en chef et le premier ministre du gouvernement polonais en exil. Promu général, Maczek prend le commandement du camp militaire de Coëtquidan, centre de formation des unités polonaises qui participeront à la bataille de France. En février 1940, il quitte Coëtquidan pour la région d'Orange-Bollène en prévision de la création d'une brigade motorisée.  
L'offensive allemande de mai 1940 amène un changement de situation et la 10e Brigade de cavalerie blindée du général Maczek est appelée à intervenir sur le front de la Marne. Avec un effectif réduit, puisqu'un seul bataillon de chars a perçu son matériel, la brigade combat sur le front de la Marne du 10 au 17 juin 1940, avec la mission de couvrir les divisions françaises qui se replient vers le Sud. Elle livre des combats à Champaubert, Montmirail et s'illustre par la prise de Montbard. À partir du 18 juin 1940, sans carburant ni approvisionnement, son matériel est rendu inutilisable et abandonné. Les Polonais refusent la défaite française et le général donne l'ordre à ses unités de gagner la zone libre pour embarquer vers la Grande Bretagne.

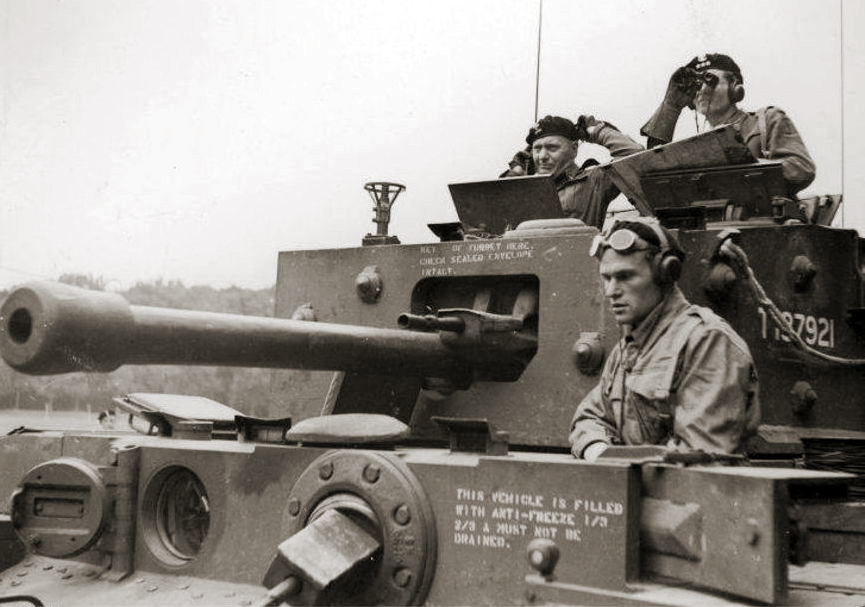
Maczek à Falaise

Il passe par la Tunisie, le Maroc et Gibraltar pour se rendre en Grande Bretagne et plus précisément en Écosse. En février 1942, il est nommé commandant de la 1re division de cavalerie blindée qui, en juillet 1944, est forte de 885 officiers et 15 210 soldats polonais avec à leur disposition 381 chars de combat et 473 canons. Le 31 juillet 1944, la division polonaise débarque à Arromanches et Courseulles-sur-Mer et intègre le 2e corps de la 1re Armée canadienne. Elle se voit confier la mission de contrer la défense allemande dans la région Caen-Falaise.
Pour couper les axes de repli de l’armée allemande en déroute, le général Maczek décide de s'appuyer sur les derniers contreforts du Pays d'Auge qui dominent la vallée sur la cote 262 nord à Montormel et Coudehard. Les Polonais attaquent le 8 août 1944 et dix jours plus tard, ils ferment l’anneau encerclant la 5e armée blindée allemande dans la région de Chambois. La poche se forme : Canadiens et Polonais au nord, Anglais à l'ouest, Américains et Français au sud. 100 000 Allemands se trouvent encore dans la poche que les Polonais viennent de clore, l'essentiel se trouvant sur la rive ouest de la Dive. Pour s'échapper de la poche, les Allemands doivent absolument conserver les ponts et ils contre-attaquent. Les Polonais offrent une résistance farouche. Isolés sur la cote 262 nord du Mont Ormel, ils résistent avec détermination et héroïsme pendant trois jours à tous les assauts de l'adversaire au prix de pertes sévères, en défendant la colline à la baïonnette quand les munitions viennent à manquer. Finalement, le 21 août 1944 à 12 h, les Canadiens rejoignent les Polonais : la poche est fermée. En refermant la poche de Falaise, les Forces alliées permettent un tournant décisif du conflit mondial contre l’Allemagne. Félicité par le maréchal Montgomery, le général Maczek dit à ses officiers « Quand il s’agit de la vie et du sang des soldats, on se doit d’apprendre l’avarice » et encore « Un soldat polonais peut se battre pour la liberté de toutes les nations - il ne meurt que pour la Pologne »
La division de Maczek continue la poursuite de l'ennemi jusqu'à l'Allemagne et libère sur son passage les villes françaises d'Abbeville, Hesdin, Saint Omer, Aire-sur-la-Lys et prend la direction d'Ypres en Belgique le 6 septembre. Les villes de Gand, Lokeren, Saint-Nicolas, réservent aux Polonais un accueil enthousiaste.
Après la campagne de Belgique la 1re division blindée de Maczek libère Merxplas, Baale-Nassau et Alphen. Elle occupe Reijen et enfin Breda le 27 octobre 1944. La dernière étape de la route du général Maczek l’amène en Allemagne du 17 avril au 4 mai 1945. Elle se termine dans la forteresse de la Kriegsmarine de Wilhelmshaven où se trouvent plus de 200 navires allemands.

À la suite de la capitulation allemande, le général Maczek prend le 20 mai le commandement du 1er corps polonais en Écosse, puis de l’ensemble des unités polonaises en Grande Bretagne. Le général Klemens Rudnicki devient alors le commandant de la 1re division blindée. Pendant deux ans, les vétérans de la division occupent les régions du nord de l’Allemagne. En juin 1947, ils rentrent en Angleterre où ils sont désarmés et démobilisés.

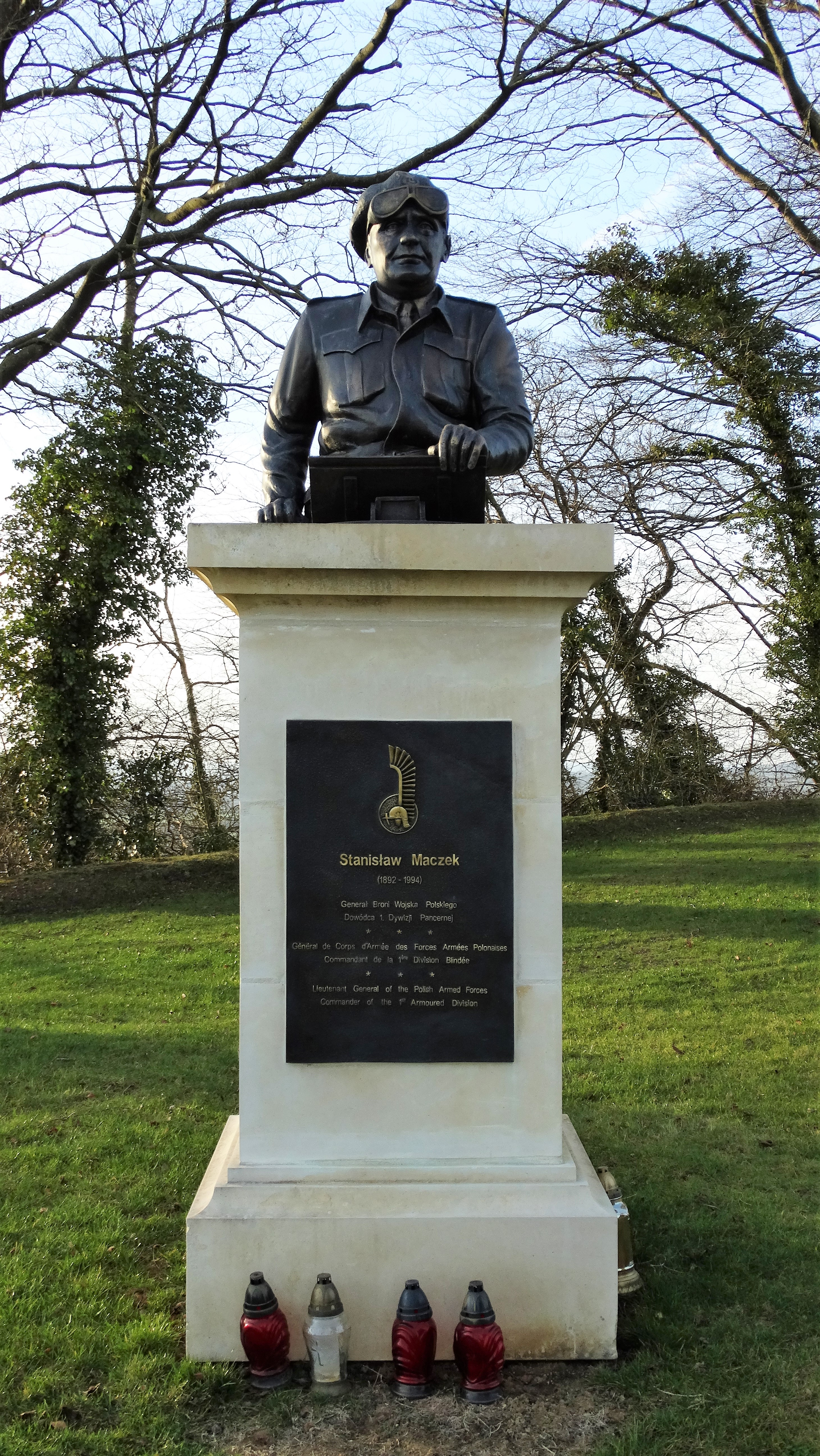
Buste de Stanisław Maczek au mémorial de Montormel (Orne).

### Exil
Le 9 septembre 1948, il est relevé de ses obligations militaires. Le général Maczek ne reçoit aucune pension, ni du Royaume-Uni, ni de la Pologne communiste, qui lui retire sa nationalité polonaise. Il gagne sa vie comme barman à l’hôtel Learmouth à Édimbourg,. 
En 1961, il publie ses mémoires de guerre dans un livre intitulé Od podwody do Czołga (Avec mes blindés) et reçoit pour cet ouvrage en 1965 un prix décerné par la société Sikorski de Glasgow et le cercle de l’association des anciens combattants polonais en Ecosse.
Pour ses 80 ans, en 1972, le Prince Bernhard des Pays Bas l'honore par un concert de l'orchestre de Brabant, à Londres. En 1989, le dernier gouvernement communiste de Pologne, dirigé par le Premier ministre Mieczysław Rakowski, lui présente des excuses publiques 
Pour ses 100 ans, le Président Lech Wałesa le décore de l'ordre de l'Aigle Blanc.
Mort à 102 ans en 1994 à Édimbourg, il est inhumé, conformément à sa dernière volonté, au cimetière militaire polonais de Breda parmi ses hommes morts au combat.